# Silvano Panunzio
Silvano Panunzio (Ferrara, 16 maggio 1918 – Pescara, 10 giugno 2010) è stato un filosofo, poeta e scrittore italiano. legato alle correnti conservatrici e controrivoluzionarie italiane, figlio del più noto filosofo del diritto e teorico del sindacalismo rivoluzionario Sergio Panunzio.

## Biografia
Laureatosi nel 1941 in Scienze Politiche, lavora complessivamente 12 anni all'Università degli Studi di Roma "La Sapienza", prima come Assistente Volontario presso la cattedra di Storia delle Dottrine Politiche di Filosofia del Diritto e in seguito sia come Assistente Incaricato di Diritto Costituzionale interno e comparato, sia come Professore Incaricato per la Filosofia del Diritto ed Etica del Lavoro.
L’ostilità dell’ambiente universitario motivata dagli stretti legami storici e politici della sua famiglia con il fascismo, gli impedisce di ottenere una cattedra universitaria costringendolo a ripiegare sull'insegnamento nei licei.
Nel 1940 si arruola nella Regia Marina, partecipa ad operazioni di guerra nel Mediterraneo e viene insignito della Croce di Cavaliere dell'Ordine della Corona d'Italia. Nel giugno del 1944, dopo quella che definirà "l'onta dell’8 settembre", non volendo partecipare a uno scontro fratricida, per protesta si autocongeda con il grado di "sottotenente di vascello".
Nel 1946 rifonda insieme al fratello Vito la storica rivista politico-culturale di Angelo Oliviero Olivetti Pagine Libere che si avvale della collaborazione di redattori di grande livello tra i quali spiccano: Nino Tripodi, Giuseppe Chiarelli, Gioacchino Volpe, Alberto Asquini, Walter Prosperetti, Luigi Ventura, Eros Vicari, Eugenio Zolli, Roberto Cantalupo, Ernesto De Marzio, Emilio Betti e molti altri. Il gruppo di Pagine Libere diretto dai fratelli Panunzio viene a volte definito neofascista, ma in realtà esso rimase sempre sostanzialmente estraneo e indipendente rispetto alle tradizionali destre politiche italiane del dopoguerra, compreso il MSI, com'è noto fortemente condizionate dall'esperienza della RSI alla quale i firmatari del manifesto di Pagine Libere non avevano mai aderito, non condividendone le finalità politiche.
Suoi scritti appaiono anche su L'Ultima di Adolfo Oxilia e di Papini, Carattere e su riviste specializzate in studi filosofico-giuridici. Conclusa l'esperienza dell'Ultima, i collaboratori della rivista intraprendono strade differenti; Panunzio (come Attilio Mordini) si muove ora – secondo il teologo Sergio Quinzio – «nella direzione di un simbolismo esoterico pieno di sacrali e regali nostalgie».
Dopo un decennio passato a insegnare materie letterarie, storiche e filosofiche nei licei, nel 1975, viene chiamato a Roma dal Governo in carica presieduto da Aldo Moro, con la mansione di addetto alla Stampa Estera presso la Presidenza del Consiglio e contemporaneamente nominato addetto stampa al Comune di Roma. Incarichi che ricoprirà per circa un decennio.
Nel 1976 fonda a Roma la rivista di studi tradizionali Metapolitica, tra le più longeve nel panorama della pubblicistica del settore, durata ben 34 anni e nello stesso torno di tempo comincia a pubblicare i suoi libri in una collana a cui darà il nome di "Dottrina dello Spirito" e di cui usciranno dodici volumi. A partire dal 1968, il concetto di metapolitica è al centro del dibattito sulle radici europee da parte degli esponenti della Nuova Destra: i seguaci dell'opera di Panunzio sostengono una visione cristiana, in opposizione al neopaganesimo di de Benoist.
Considerato uno dei più acuti interpreti del metafisico francese René Guénon, Silvano Panunzio, cercò di ricondurne l'orientamento tradizionale, iniziatico, e simbolico nell'alveo del pensiero cristiano. Insieme ad Attilio Mordini di cui fu amico e sodale, può essere considerato come uno dei massimi esponenti italiani del tradizionalismo novecentesco. La sua imponente biblioteca personale e paterna è stata donata alla Fondazione Ugo Spirito che ne custodisce in gran parte anche l'archivio di famiglia.

## Pubblicazioni
Collana di “Dottrina dello Spirito”
- Contemplazione e Simbolo, “Summa iniziatica orientale-occidentale”, 2 vol. pp. 640, Volpe, Roma 1975; Simmetria, Roma 2014. Vol. 1 ISBN 9788887615845 ; Vol. 2 ISBN 978-88-99152-02-4
- Metapolitica, “La Roma eterna e la Nuova Gerusalemme”, 2 vol. pp. 940, Edizioni Babuino, Roma 1979; Iduna 2019. Vol. 1 "Il Mito e la Storia" ISBN 9788885711372; Vol. 2 "Storia e Apocalisse" ISBN 9788885711389.
- Cristianesimo Giovannèo, “Luci di Ierosofia”, pp. 270, Volpe, I Classici Cristiani, nn. 281-282, Cantagalli, Siena 1989
- La Conservazione Rivoluzionaria. “Dal dramma politico del Novecento alla svolta Metapolitica del Duemila”, pp. 250, Il Cinabro, Catania 1996.
- Cielo e Terra, “Poesia, Simbolismo, Sapienza, nel Poema Sacro, pp. 300, Ed. Metapolitica, Roma 2009; Simmetria, pp 190, Roma 2018. ISBN 978-88-99152-58-1.
- Terra e Cielo, “Dal nostro Mondo ai Piani Superiori”, pp. 99, Cantagalli, Siena 2002. ISBN 8882720985
- Vicinissimi a Dio, “Summa Sanctitatis” (Venti Biografie eroiche), pp. 380, Cantagalli, Siena 2004. ISBN 9788882721657
- Silvano Panunzio, Metafisica del Vangelo Eterno, Roma, Simmetria, 2017,  p. 330. ISBN 88-99152-31-4
- La Coralità celeste superdivina, Ed. Metapolitica, Roma 2010
- Alleanza Trascendente Michele Arcangelo, ATMA. Princípi. Appello. Storia ed Eségesi Breve. Precedenti Storici e Agiografici del Cinquantenario, pp. 70, Roma 2009 nuova edizione

Scritti remoti
- Il misticismo di S. Francesco e il francescanesimo dell’anima italiana, Sophia, Roma 1939
- Difesa dell’Aristocrazia – Il cristianesimo come Aristocrazia sociale, Pagine Libere, Roma 1948, Gismondi, Roma 1949
- Ugo Foscolo tra Vico e Mazzini nel pensiero italiano, Gismondi, Roma 1948
- Sull’esistenzialismo giuridico, Fratelli Bocca Editori, Milano 1950
- Tradizione, Oriente e Sacre Scritture, L’Ultima, Firenze 1950
- Il reincontro Cristianità-Islàm (due eredi dell’impero mediterraneo), Roma 1950, Firenze, 1954
- Un pontificato simbolico e universale: dal “Defensor Civitatis” al “Pastor Angelicus”, Conte Editore, Roma 1958
- Cattolici svegli (Tempi di Apocalisse – Oriente e Occidente – Escatologia ed Ecumenismo – l’Ora di Giovanni), Firenze 1953, Verona 1959
- Cosmologia degli Antichi, Dialoghi, Roma 1952
- Ispirazione e Tradizione (Città tradizionali e Città ispiratrici), Carattere, Verona 1959
- Lo spiritualismo storico di Luigi Sturzo (Per una rettificazione metafisica della Sociologia), Conte, Napoli 1959.

Scritti recenti
- Discorsi sul monachesimo e sull’oblazione benedettina, S. Benedetto, Parma 1965-85
- Il profetismo di Savonarola, La Pianura, Ferrara 1977
- Prefazione alla “Beatrice di Dante” (di Gabriele Rossetti), Atanor, Roma 1982
- Approfondimenti crono-escatologici sul “Die Kirche in der Endzeit-Apocalypse” del padre Dlustusch, Roma 1983
- Il gioannismo di Santa Caterina da Siena e il vero volto di Giovanni, Quaderni Cateriniani, nn. 56-57, Cantagalli, Siena 1990
- Le divine negazioni dell’Orso forte (saggio critico introduttivo e traduzione del “Saint Bernard” di René Guénon), Il Cinabro, Catania 1990
- Solo, nel mistero di Dio. “Sinossi ascetico-mistica da tutti gli Scritti del Padre Pio” (Proemio, Compilazione, Commenti – Presentazione del Vicepostulatore, padre Gerardo Di Flùmeri), I Classici Cristiani, Cantagalli, Siena 1992
- Il Simbolismo di Rita, Disegno inedito della mistica rosa di Roccaporena, Thule, Palermo 1993
- Le frontiere dell’aldilà nel poema di Dante e negli aneliti di Padre Pio (Relazione al Convegno di Spiritualità di San Giovanni Rotondo), Atti 1994
- Il mistero metafisico di Maria “vera Dea e vera Donna”, Thule, Palermo 1994
- Laus fidei (Prefazione a “La luce del Graal”, poema di Pietro Mirabile), Thule, Palermo 1995
- Cavalleria terrestre e celeste di S. Antonio Taumaturgo, Cantagalli, Siena 1996
- Matilde! Vita, morte e trasfigurazione di una Sposa Cristiana, Cantagalli, Siena 1997
- La Croce e l’Ulivo, Canti Lirici (Stelle – Raggi di Sole – Tra Mare e Cielo – Ultimo Quarto) 1935 ss. Composizione artistica; Schena Editore, Fasano 2007. ISBN 8882297381.
- Il visibile e l’invisibile nel Cristianesimo, Editore Il Cinabro, Catania 1994. 9783561718223

Ristampe e nuove antologie
- Difesa dell’Aristocrazia (Il cristianesimo come aristocrazia sociale), I Quaderni di Metapolitica, n. 1, Roma 2017
- Scritti su René Guénon, I Quaderni di Metapolitica, n. 2, Roma 2017
- Vecchie e nuove cosmologie (Avviamento alla “Scienza dei Magi”), I Quaderni di Metapolitica, n. 3, Roma 2018
- Per una rettificazione metafisica della sociologia (Lo spiritualismo storico di Luigi Sturzo), I Quaderni di Metapolitica, n. 4, Roma 2018
- Le frontiere dell’Aldilà nel poema di Dante e negli aneliti di Padre Pio, I Quaderni di Metapolitica, n. 5, Roma 2018
- Santa Teresa di Lisieux: celeste corona di rose e gigli: Florilegio dalle Voci trascendenti della Serafina del Carmelo, Roma 2021. ISBN 979-8778406520.
- Cosmologia Perenne: In appendice "Le grandi congiunzioni planetarie" di Michel De Socoa, Roma 2022. ISBN 979-8408060085.
- La coralità Celeste Superdivina e altri scritti, Roma 2022. ISBN  979-8414449232.
- Cristianesimo giovanneo. Luci di ierosofia, Arkeios 2022. ISBN 978-8864830735.
- René Guénon e la crisi del mondo moderno, Iduna 2022. ISBN 9791280611284.

Scritti in collaborazione
- Archivio Storico di “Metapolitica, Rivista del Regno Universale, Roma 1976-1990. II serie: “Nuovi Cieli e Nuova Terra”, Roma 1998-2010. Complessivamente 12 volumi in corso di stampa.
- Pagine Libere (Storica Rivista Internazionale fondata a Lugano il 1906), Nuova Serie, Roma 1946-1960.
- L’Vltima (Rivista di Escatologia e di Ecumenismo), Firenze 1950-1960.

Scritti sulla stampa estera
- Bibel und Cosmologie, Kairòs, Zeitschrift für Religionswis-senschaft und Theologie, Salzburg 1962
- Christus und Indien, Jesus und wir, Kairòs, Salzburg 1968
- Referate, Bibliographie zür Symbolik, Ikonographie und Mythologie, Baden-Baden, 1971, ss
- Politik-Kriptopolitik-Metapolitik, Zeitschrift für Ganzeisfor-schung (Philosophie, Gasellschaft, Wirtschaft), Wien 1981
- Traditio et Renovatio, idem, Wien 1982
- La profecia y los profetas, Cielo y Tierra (Antropologia, Metafisica y Simbolismo), Barcellona 1985-1986
- Sur la littérature alsacienne, Cahiers alsaciens, Strabourg 1987
- Metapolitica – Historia cultural, Enciclopèdia Luso-Brasileira de Cultura, vol. 22°, Lisboa 1991
- Ècriture et peinture, Contrelittérature, Paris 2012

Inediti:
- Corona di Rose (Luci d’oltrevita del fiore del Carmelo). In corso di stampa